# Bildungszentrum Niederstetten
Das Bildungszentrum Niederstetten verbindet in einem Schulzentrum eine Grundschule und eine Realschule in Niederstetten im Main-Tauber-Kreis in Baden-Württemberg. Das ländliche Schulzentrum liegt als Verbundschule unterhalb des Schlossberges von Schloss Haltenbergstetten mitten im ehemaligen Hofgarten am nördlichen Ortsrand von Niederstetten.

## Geschichte
In den Jahren 1966 und 1967 wurde ein Schulbad am Bildungszentrum errichtet.
Von 2008 bis 2011 wurde eine Kooperation der Niederstettener Realschule mit der damaligen GHWRS Weikersheim (heute Gemeinschaftsschule Weikersheim) initiiert. Zwischen 2005 und 2017 wurden von der Stadt Niederstetten als Bildungsträger rund 600.000 Euro ins Bildungszentrum investiert, unter anderem für IZBB-Maßnahmen, den Schulhof Süd, eine Cafeteria, ein Internet-Café, ein digitales Klassenzimmer, eine Schulküchenerneuerung, PCs und eine Einzelraumregelung.

## Schulleitung
| Amtszeit  | Schulleiter     |
| --------- | --------------- |
| 2005–2017 | Norbert Umlandt |
| Seit 2017 | Benedikt Amann  |

## Schularten und Schulabschlüsse
Am Bildungszentrum Niederstetten können die Schüler, aufbauend auf der Grundschule, zum Mittleren Bildungsabschluss der Realschule (Mittlere Reife) geführt werden.

## Schulleben und Besonderheiten
Beim Bildungszentrum Niederstetten bestehen folgende Angebote im Schulleben, Besonderheiten und sonstige Schwerpunkte:
- Schulbands[9]
- Innovatives Schulfach LeBen! („Leben Bewegt!“)[10]
- Mehrere Partnerschaften (Kooperation Kindergarten und Grundschule, Kooperation mit der Alten Schule Niederstetten und Kooperation mit verschiedenen Bildungspartnern aus dem Bereich der regionalen Industrie)[11]
- Schulsanitäter[12]
- Streitschlichter[13]
- Schulsportmentoren[14]
- Mehrere Arbeitsgemeinschaften (AGs)[15]
- Cafeteria[16]